# Милрой, Роберт
Роберт Хастон Милрой (англ. Robert Huston Milroy; 11 июня 1816 — 29 марта 1890) — американский юрист, судья и генерал армии Союза во время американской гражданской войны. Командовал гарнизоном Винчестера в январе-июне 1863 года и был разбит Ричардом Юэллом во втором сражении при Винчестере.

## Ранние годы
Милрой родился на ферме около поселка Кантон, в пяти милях к востоку от Сейлема (Индиана). Он родился в том самом году, когда Индиана вошла в Союз, поэтому Милрой иногда шутил, что он так же стар, как и штат. В 1826 семья переехала в округ Кэролл. Отец Милроя был военным и участником войны 1812 года в звании майора, и его рассказы самого детства зародили в Милрое мечты о военной карьере и славе генерала. В 1843 году он окончил военную академию в Вермонте, но в регулярную армию его не взяли. В 1845 он отправился в Техас и после начала мексиканской войны стал капитаном 1-го индианского волонтерского полка. В одном полку с ним служил Лью Уоллес. Однако, полк так и не был задействован в боях, и Милрой вернулся в 1847 Индиану, так и не обретя боевого опыта. В 1850 году он окончил школу права при Индианском университете и вскоре стал судьей в Ренселларе.

## Гражданская война
Незадолго до инаугурации Линкольна Милрой набрал небольшой отряд волонтеров, который был включен в добровольческую армию США как рота С 9-го индианского полка. После падения Самтера он стал капитаном, но уже 27 апреля 1861 года ему присвоили звание полковника. Он принял участие в Западновирджинской кампании генерала МакКлелана и 3 сентября стал бригадным генералом. 
11 марта 1862 года был сформирован Западновирджинский департамент и бригада Милроя вошла в его состав. Бригада состояла из нескольких батарей и семи пехотных полков:
- 25-й Огайский пехотный полк, полковник Джеймс Джонс
- 32-й Огайский пехотный полк, полковник Томас Форд
- 73-й Огайский пехотный полк, полковник Орланд Смит
- 75-й Огайский пехотный полк, полковник Натаниель Маклин
- 2-й Западновирджинский пехотный полк, полковник Джон Мосс
- 3-й Западновирджинский пехотный полк, полковник Дэвид Хьюс
- 10-й Западновирджинский пехотный полк, полковник Томас Харрис

В 1862 году он командовал бригадой во время кампании в долине Шенандоа. 8-9 мая 1862 года он командовал федеральными войсками во время сражения при Макдауэлле. Он сумел внезапно атаковать превосходящие силы противника на высотах, однако был отбит с тяжелыми потерями и вынужден был отступить.
В августе он командовал бригадой в I корпусе вирджинской армии. Бригада состояла из 82-го огайского и 2-го, 3-го и 5-го западновирджинских полков. 10 марта 1863 года он получил звание генерал-майора задним числом от 29 ноября 1862 года.
Самая известная эпоха в карьере Милроя — это те шесть месяцев с конца декабря 1862 по 15 июня 1863 года, когда он командовал 2-й дивизией VIII корпуса в Винчестере. Милрой всерьез занялся укреплением Винчестера и за несколько месяцев возвел вокруг города 10 фортов. Федеральное руководство в Вашингтоне сомневалось в возможности обороны Винчестера и Генри Халек ещё в декабре советовал Шенку (командиру VIII корпуса) отвести дивизию Милроя в Харперс-Ферри и не начинать боев в долине Шенандоа. Халек повторял это требование несколько раз подряд, но Шенк колебался, а Милрой упрямо желал удерживать Винчестер.
Генерал Ли ещё в феврале задумал кавалерийский рейд в Шенандоа с целью сбора продовольствия, но осуществить этот рейд тогда не удалось. В июне 1863 началась Геттисбергская кампания, одной из целей которой было вытеснение федералов из долины Шенандоа и вторжение в Пенсильванию — опять же с целью сбора продовольствия. Винчестер был первым препятствием на пути Северовирджинской армии. Для ликвидации Милроя был направлен Второй корпус во главе с Ричардом Юэллом. Юэлл наступал силами трех дивизий: одна обошла город с севера и отрезала его от Харперс-Ферри, две другие 13 июня атаковали город с юга и востока. 14 июня Халек отправил Шенку очередную телеграмму с требованием увести дивизию из Винчестера:

Вашингтон, 14 июня, 1863 Я неоднократно убеждал вас отвести основные силы из Винчестера, недавно (11-го) повторил это, поэтому я не могу понять, почему Милрой все ещё там. Повторяю, вы должны собрать силы в Харперс-Ферри, а не в Винчестере или Мартинсберге. Если генерал Милрой не подчиняется вашим приказам, отстраните его от командования. Халек, Генерал-аншеф.
Оригинальный текст (англ.)–  Washington D.C. June 14th, 1863 I have so repeatedly urged you to withdraw you main forces from Winchester, and so recently (the 11th) directed it, that I cannot understand how Milroy could have been left there to be invested. I repeat, you must concentrate on Harpers Ferry, not on Winchester or Martinsburg. If Genl Milroy does not obey your orders, remove him from command. H. W. Halleck Genl-in-Chief. 
— To Schenck From Halleck Jan 5 to June 15 1863
Однако, в тот же день южане пошли на штурм города — началось второе сражение при Винчестере. Дивизия Эдварда Джонсона провела отвлекающую атаку с востока, две бригады генерала Эрли атаковали город с юга, а «Луизианские тигры» Гарри Хайса незаметно обошли город с запада и внезапной атакой захватили один из фортов на высотах.
Падение этого форта сразу сделало положение дивизии Милроя безнадежным. Ночью Милрой решил скрытно эвакуировать остальные форты и отступить на север. Позже в рапорте он написал, что был атакован двумя корпусами армии Ли, численностью в 50 000 человек.
Милрою удалось незаметно покинуть Винчестер, но по пути его отряд был перехвачен противником и лишь немногим удалось уйти. Милрой сумел прорваться в Харперс-Ферри. Но его карьере был поставлен крест — он отказался эвакуировать дивизию и ем самым погубил её. Уже 15 июня Халек телеграфировал Шенку: «Не давайте Милрою никем командовать в Харперс-Ферри. Довольно нам военных гениев такого сорта».
Милрой составил рапорт, где писал, что против него была брошена «вся огромная армия генерала Ли», а Потомакская армия этом не воспрепятствовала и даже не уведомила его об этом, в чём и кроется причина неудачи. Но на командование не произвели впечатления его оправдания и 27 июня Милроя отдали под суд. Командование решило свалить на него одного всю ответственность за поражение. Военно-морской секретарь Гидеон Уэллс писал, что Милрой — только «козел отпущения, который расплатился глупые просчеты, упущения и ошибки тех, кто давал ему советы и указания».
Впоследствии его отправили на запад на рекрутскую службу, а в конце войны он некоторое время охранял железную дорогу Нэшвилл-Чаттануга.

## Послевоенная деятельность
Милрой уволился из армии 26 июля 1865 года. Он некоторое время служил в компании «Wabash and Erie Canal», а с 1872 по 1875 год отвечал за взаимодействие с индейцами на Территории Вашингтон.
Он умер в Олимпии, штат Вашингтон, и был похоронен в масонском мемориальном парке в Тамуотер. Жители Ранселлара установили в его честь бронзовую статую.
Милрой был автором книги «Papers of General Robert Huston Milroy», которая была опубликована посмертно в 1965—1966 годах.